# Marc-Aurèle Caillard
Marc-Aurèle Caillard (Melun, 12 maggio 1994) è un calciatore francese, portiere del Lilla.

## Carriera

### AS Monaco
Nato a Melun, in Francia inizia a giocare a calcio in diverse squadre giovanili. Nel 2010 si trasferisce al Monaco, venendo inizialmente inserito nella squadra delle riserve. Nel 2011 esordisce con la squadra maggiore in Ligue 2 nella sconfitta interna per 2-0 contro lo Stade Reims.

### Clermont Foot Auvergne 63
Nel luglio 2015 alla scadenza del contratto con il Monaco si trasferì al Clermont Foot. Il 22 ottobre 2015 fa il suo esordio con il Clermont in Ligue 2 nel pareggio per 2-2 contro il Lens.

### EA Guingamp
Il 1 luglio 2017 si trasferisce al Guingamp. Esordisce con il Guingamp il 22 dicembre 2018 nella vittoria esterna per 0-2 contro il Monaco.

### Metz
Il 20 luglio 2020, rimasto svincolato dopo tre stagioni al Guingamp, Caillard si lega per due anni al Metz. Il 31 dicembre 2021 prolunga il suo contratto fino al 2024. 

## Statistiche

### Presenze e reti nei club
Statistiche aggiornate al 5 novembre 2024.
| Stagione             | Squadra              | Campionato           | Campionato | Campionato | Coppe nazionali | Coppe nazionali | Coppe nazionali | Coppe continentali | Coppe continentali | Coppe continentali | Altre coppe | Altre coppe | Altre coppe | Totale | Totale |
| Stagione             | Squadra              | Comp                 | Pres       | Reti       | Comp            | Pres            | Reti            | Comp               | Pres               | Reti               | Comp        | Pres        | Reti        | Pres   | Reti   |
| -------------------- | -------------------- | -------------------- | ---------- | ---------- | --------------- | --------------- | --------------- | ------------------ | ------------------ | ------------------ | ----------- | ----------- | ----------- | ------ | ------ |
| 2015-2016            | Clermont Foot        | L2                   | 9          | -14        | CF+CdL          | 2+2             | -1 + -4         | -                  | -                  | -                  | -           | -           | -           | 13     | -19    |
| 2016-2017            | Clermont Foot        | L2                   | 17         | -21        | CF+CdL          | 3+3             | -1 + -4         | -                  | -                  | -                  | -           | -           | -           | 23     | -26    |
| Totale Clermont Foot | Totale Clermont Foot | Totale Clermont Foot | 26         | -35        |                 | 10              | -10             |                    | -                  | -                  |             | -           | -           | 36     | -45    |
| 2017-2018            | Guingamp             | L1                   | 0          | 0          | CF+CdL          | 0+1             | 0 + -1          | -                  | -                  | -                  | -           | -           | -           | 1      | -1     |
| 2018-2019            | Guingamp 2           | N3                   | 1          | -1         | -               | -               | -               | -                  | -                  | -                  | -           | -           | -           | 1      | -1     |
| 2018-2019            | Guingamp             | L1                   | 21         | -34        | CF+CdL          | 1+4             | -2 + 0          | -                  | -                  | -                  | -           | -           | -           | 26     | -36    |
| 2019-2020            | Guingamp             | L2                   | 22         | -25        | CF+CdL          | 0+0             | 0 + 0           | -                  | -                  | -                  | -           | -           | -           | 22     | -25    |
| Totale Guingamp      | Totale Guingamp      | Totale Guingamp      | 43         | -59        |                 | 6               | -3              |                    | -                  | -                  |             | -           | -           | 49     | -62    |
| 2020-2021            | Metz 2               | N2                   | 1          | 0          | -               | -               | -               | -                  | -                  | -                  | -           | -           | -           | 1      | 0      |
| 2022-2023            | Metz 2               | N3                   | 2          | -3         | -               | -               | -               | -                  | -                  | -                  | -           | -           | -           | 2      | -3     |
| 2023-2024            | Metz 2               | N3                   | 4          | -5         | -               | -               | -               | -                  | -                  | -                  | -           | -           | -           | 4      | -5     |
| Totale Metz 2        | Totale Metz 2        | Totale Metz 2        | 7          | -8         |                 | -               | -               |                    | -                  | -                  |             | -           | -           | 7      | -8     |
| 2020-2021            | Metz                 | L1                   | 5          | -10        | CF              | 2               | -1              | -                  | -                  | -                  | -           | -           | -           | 7      | -11    |
| 2021-2022            | Metz                 | L1                   | 19         | -30        | CF              | 1               | 0               | -                  | -                  | -                  | -           | -           | -           | 20     | -30    |
| 2022-2023            | Metz                 | L2                   | 2          | -4         | CF              | -               | -               | -                  | -                  | -                  | -           | -           | -           | 2      | -4     |
| 2023-2024            | Metz                 | L1                   | 0          | 0          | CF              | -               | -               | -                  | -                  | -                  | -           | -           | -           | 0      | 0      |
| Totale Metz          | Totale Metz          | Totale Metz          | 26         | -44        |                 | 3               | -1              |                    | -                  | -                  |             | -           | -           | 29     | -45    |
| 2024-2025            | Lilla                | L1                   | 0          | 0          | CF              | -               | -               | UCL                | 0                  | 0                  | -           | -           | -           | 0      | 0      |
| Totale carriera      | Totale carriera      | Totale carriera      | 103        | -147       |                 | 19              | -14             |                    | -                  | -                  |             | -           | -           | 122    | -161   |

## Palmarès

### Club

#### Competizioni nazionali
- Ligue 2: 1

Monaco: 2012-2013